# Pandalus platyceros
Pandalus platyceros är en kräftdjursart som beskrevs av Brandt 1851. Pandalus platyceros ingår i släktet Pandalus och familjen Pandalidae. Inga underarter finns listade i Catalogue of Life.

## Bildgalleri

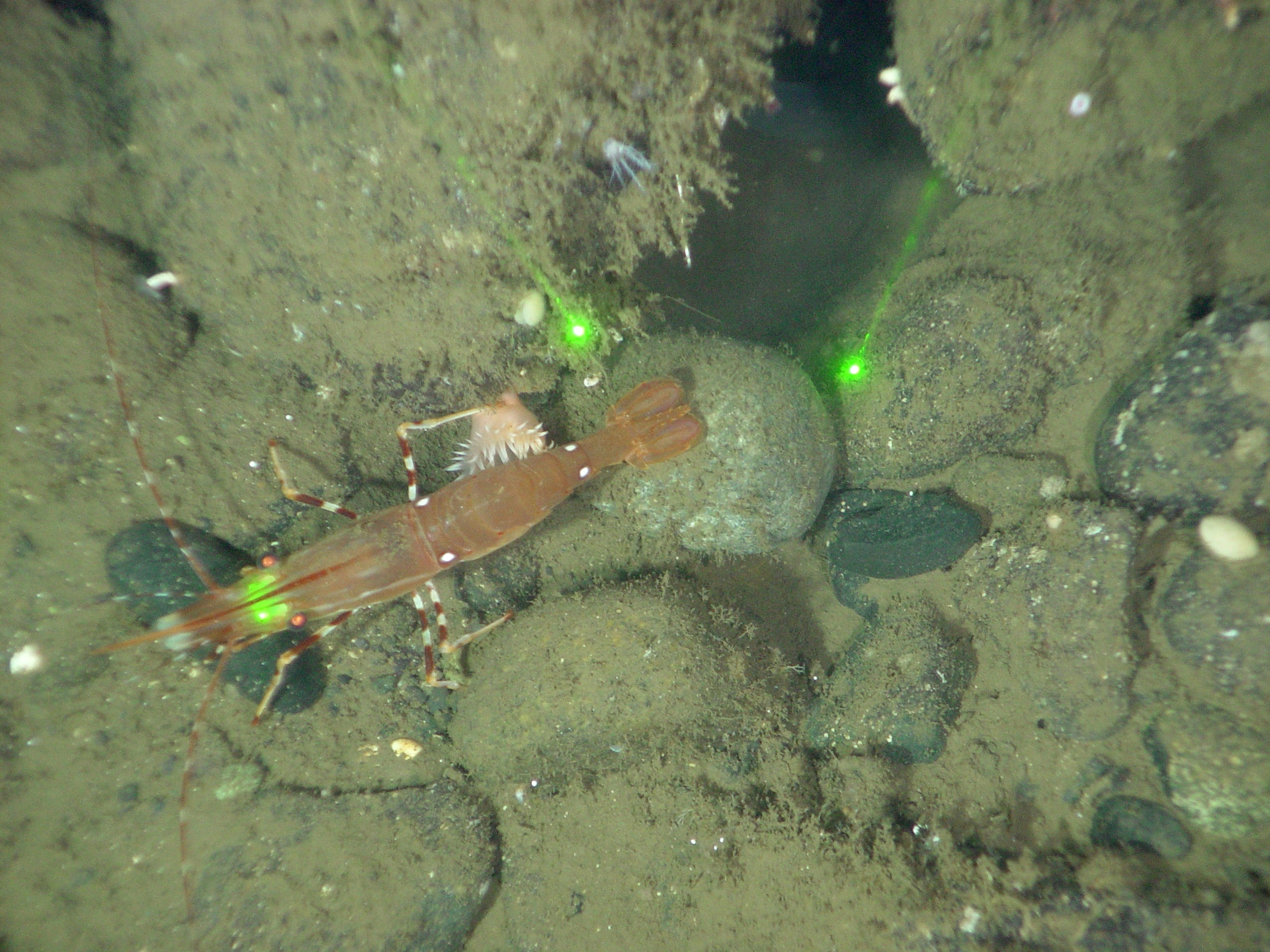